# Adam Johnson (scrittore)
Adam Johnson (Dakota del Sud, 12 luglio 1967) è uno scrittore statunitense.

## Biografia
Nato nel Dakota del Sud, Adam Johnson è cresciuto in Arizona. Ha ottenuto un BA in giornalismo presso l'Università statale dell'Arizona nel 1992, un MFA presso la McNeese State University e un PhD in inglese presso l'Università statale della Florida nel 2000. Oltre a fare lo scrittore, attualmente svolge attività di professore associato in scrittura creativa presso l'Università di Stanford. Ha fondato lo Stanford Graphic Novel Project. La rivista Playboy lo ha definito uno dei più influenti e creativi tra i docenti universitari statunitensi.
Johnson è l'autore del romanzo Il signore degli orfani, ambientato in Corea del Nord e pubblicato nel 2012 con il titolo originale The Orphan Master's Son. Johnson è stato uno dei pochissimi americani ad aver visitato la Corea del Nord, traendo da quell'esperienza il materiale che ha fatto da base per il romanzo..
Il signore degli orfani è stato insignito del Premio Pulitzer per la narrativa 2013.
Ha inoltre scritto la raccolta di racconti Emporium e il romanzo Parasites Lik Us, con il quale ha vinto un California Book Award nel 2003. I suoi racconti sono stati pubblicati su riviste come Esquire, Harper's Magazine, Tin House, The Paris Review.
Le sue opere sono state tradotte in italiano, catalano, ebraico, francese, giapponese, olandese, polacco, portoghese, romeno, serbo, spagnolo, tedesco.

## Opere

### Romanzi
- Parasites Like Us, 2003
- Il signore degli orfani (The Orphan Master's Son), 2012 - ed. italiana Venezia, Marsilio Editori, 2013

### Raccolte di racconti
- Emporium, 2002
- La fortuna ti sorride (Fortune Smiles),  National Book Award for Fiction 2015 - ed. italiana Venezia, Marsilio Editori, 2016

### Racconti pubblicati su riviste
- "Hurricanes Anonymous" su Tin House
- "The Denti-Vision Satellite" su Ninth Letter
- "Cliff Gods of Acapulco" su Esquire
- "The History of Cancer" su Hayden's Ferry Review
- "Watertables" su The Missouri Review
- "The Canadanaut" su The Paris Review
- "Your Own Backyard" su The Southeast Review
- "The Death-Dealing Cassini Satellite" su New England Review
- "Teen Sniper" su Harper's Magazine
- "Trauma Plate" su The Virginia Quarterly Review
- "Nirvana" su The Sunday Times Magazine
- "Dear Leader Dreams of Sushi" su GQ